# Ober-Neundorf
Ober-Neundorf ist ein Ortsteil der sächsischen Stadt Görlitz im gleichnamigen Landkreis.
Das Dorf war bis 1950 selbständige Gemeinde und bis 1998 Ortsteil von Ludwigsdorf und ist durch Eingemeindung seit dem 1. Januar 1999 der nördlichste Ortsteil von Görlitz.

## Geographie
Das Waldhufendorf befindet sich an der Ausfallstraße von Görlitz nach Rothenburg/O.L. Ober-Neundorf liegt zwischen Zodel im Norden und Ludwigsdorf im Süden rund ein bis zwei Kilometer westlich der Lausitzer Neiße.
Etwa an der Flurgrenze zwischen den beiden Görlitzer Ortsteilen Ober-Neundorf und Ludwigsdorf ist das Flachland im Norden markant vom hügeligen Gelände im Süden abgesetzt und der eher sandige Boden in der Ober-Neundorfer Gemarkung weicht lehmigerem Boden in der Ludwigsdorfer Gemarkung.

## Geschichte
Eine Münze des römischen Kaisers Mark Aurel (161–180 n. Chr.) wurde in der Ortsflur gefunden. Bei der um 1330 urkundlichen Erwähnung von Nuendorf ist nicht gesichert, ob damit Ober-Neundorf oder das südwestlich von Görlitz liegende Klein Neundorf gemeint sein könnte. Gesichert hingegen ist die urkundliche Nennung als Newendorff im Jahr 1406. Die namentliche Abgrenzung gegen den rund 11 Kilometer nördlich bei Rothenburg liegenden Ort Nieder-Neundorf erfolgte erst im frühen 16. Jahrhundert.
Das landwirtschaftlich geprägte Dorf wurde vom örtlichen Rittergut dominiert; der Großteil der Einwohner waren Kleinbauern, die im Gut arbeiteten.
Bei der im Rahmen des Wiener Kongresses durchgesetzten Teilung des Königreiches Sachsen musste Sachsen 1815 einen Großteil seines Staatsgebietes an das Königreich Preußen abtreten. In der Folge kam Ober-Neundorf 1816 an den schlesischen Landkreis Görlitz.
Außer bäuerlichen Betrieben gab es eine Bockwindmühle (1775 nachgewiesen, gegen Ende des 19. Jahrhunderts abgerissen), zwei Schmieden, eine Stellmacherei und eine Bäckerei.
Nach dem Zweiten Weltkrieg wurde die Besitzerin des Rittergutes enteignet und vertrieben. Die Ländereien des Gutes umfassten 253 der 410 Hektar der Ortsflur, darunter 100 Hektar Ackerland. Bei der Bodenreform wurden die Gutsflächen unter anderem an Neubauern und Landarme verteilt. Bis 1960 gründeten sich in Ober-Neundorf drei Landwirtschaftliche Produktionsgenossenschaften (LPG). Sie wurden später mit der Ludwigsdorfer LPG vereinigt.
Am 1. Juli 1950 wurden Ober Neundorf, Nieder Ludwigsdorf und Ober Ludwigsdorf zur Gemeinde Ludwigsdorf vereinigt, die bei der Verwaltungsreform von 1952 zum Kreis Görlitz kam.
In der zweiten Hälfte des 20. Jahrhunderts entwickelte sich Ober-Neundorf zu einer Wohnsiedlung, gearbeitet wurde vorwiegend in Zodel, Ludwigsdorf und Görlitz. Nach der Wende entstand in den frühen neunziger Jahren eine Eigenheimsiedlung.
Von der sächsischen Kreisreform im August 1994 bis zum Jahresende 1998 befand sich Ober-Neundorf im Niederschlesischen Oberlausitzkreis. Mit der Eingemeindung Ludwigsdorfs kam der Ort zum 1. Januar 1999 zur damals kreisfreien Stadt Görlitz, die seit der erneuten Kreisreform im August 2008 Kreisstadt des Landkreises Görlitz ist.

### Bevölkerungsentwicklung
| Jahr | Einwohner |
| ---- | --------- |
| 1825 | 396       |
| 1871 | 400       |
| 1885 | 420       |
| 1905 | 359       |
| 1925 | 388       |
| 1939 | 386       |
| 1946 | 534       |

Für den sächsischen Landesrecess wurden im Jahr 1777 sechs besessene Mann, 16 Gärtner und 15 Häusler gezählt.
Im 19. Jahrhundert lag die Einwohnerzahl etwa bei 400, war im 20. Jahrhundert jedoch leicht rückläufig. Erst nach dem Ende des Zweiten Weltkriegs stieg sie wieder, als Flüchtlinge und Vertriebene aus den Gebieten östlich der Oder-Neiße-Linie aufgenommen wurden.
Trotz Wohnungsbaus im ausgehenden 20. Jahrhundert fiel die Einwohnerzahl Anfang des 21. Jahrhunderts unter 300.

### Ortsname
Neben der uneindeutigen urkundlichen Nennung Nuendorf um das Jahr 1330 in einem Görlitzer Stadtbuch finden sich unter anderem Newendorff (1406), Newendorff circa Czodel (1419), Newdorff (1442), Newndorff bei Zodel (1533), Öber Neundorf (1534), Neundorff bein Lostdorff (1563) und schließlich Ober Neundorf (1768).

## Schloss

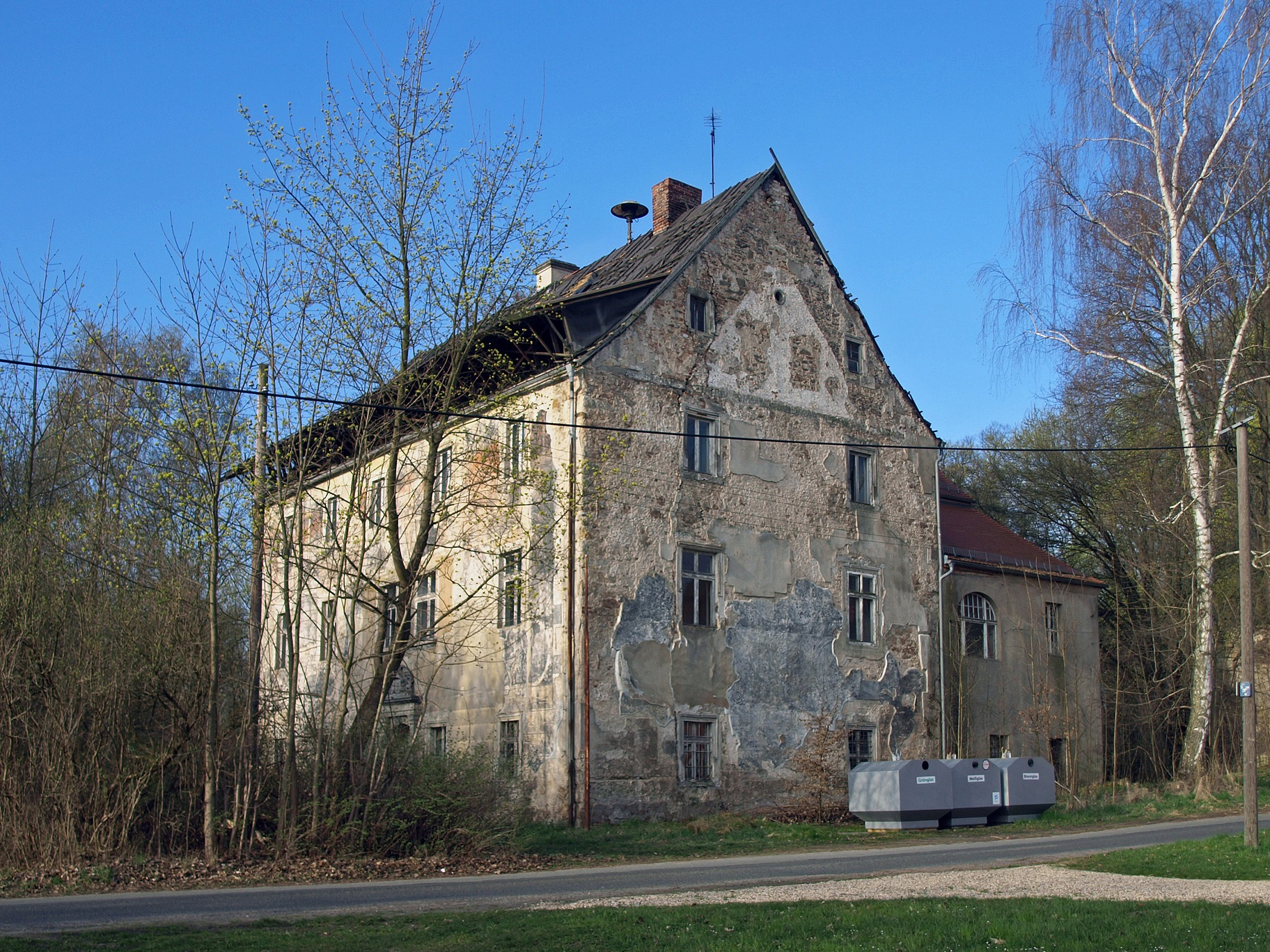
Schloss Ober-Neundorf 2015

Das Schloss wurde in der zweiten Hälfte des 16. Jahrhunderts mit einem T-förmigen Grundriss erbaut und weist noch unvergleichlich reiche Sgraffitoreste mit starken norditalienischen Bezügen auf der Fassade auf, in seiner jetzigen Baugestalt ist es vorwiegend im Stil der Renaissance gehalten. Durch seine Frau Maria Ludgardt Vitzthum(b) von Eckstädt, geb. von Taube (* 29. Dezember 1627) gelangte das Schloss in den Besitz des Christoph Vitzthum von Eckstädt, dem bedeutenden Landeshauptmann von Bautzen. Sein Sohn Friedrich I. begleitete August den Starken auf seiner Kavaliersreise und wurde später sein Kammerherr. Er und sein Vater schufen das spätbarocke Schloss Schönwölkau in Nordsachsen.
Gut und Dorf waren später lange Zeit im Besitz der Familie von Gersdorff. Durch Einheiratung taucht auch der 1802 geadelte Karl Gottlob von Anton, der als Mitgründer der Oberlausizischen Gesellschaft der Wissenschaften eine zentrale Rolle in der Geschichte der Stadt Görlitz einnimmt, als Besitzer auf. Hier experimentierte er mit seinen agrartheoretischen Reformideen, die er in umfangreichen Schriften entwickelte.
Nach dem Zweiten Weltkrieg wurde Olga von Stein-Kochberg 1945 als letzte Besitzerin vertrieben und enteignet. Inzwischen ist das Schloss im Privatbesitz der niederrheinischen Familie Dahmen-Wassenberg, die mit der Familie von Gersdorff verwandt ist und die das Schloss zur adäquaten Nutzung von der Stadt Görlitz erwarb und entwickeln will.

## Söhne und Töchter
- Gottlob Jochmann (1799–1856), Politiker, Oberbürgermeister von Görlitz